# Yu Hua
Yu Hua (simplificeret kinesisk: 余华; traditionel kinesisk: 余華; pinyin: Yú Huá; født 3. april 1960) er en kinesisk forfatter. Han blev født i Hangzhou i provinsen Zhejiang, men senere flyttede hans familie til Haiyan-amtet i Zhejiang. Yu Hua færdiggjorde en mellemskoleuddannelse, og derefter gik han i lære som tandlæge. Han har selv sagt at det man ser i folks mund er et skræksceneri, hvilket gjorde at han gerne ville lave noget andet. Yu Hua voksede op under Kulturrevolutionen og dette er med i flere af hans værker blandt andre At Leve (活着) og Brødre (兄弟 også oversat til dansk). I begyndelsen af 1980'erne mødte han nogle skribenter, der gik og "nød livet". Det fik ham til at overveje en at skifte arbejde og blive forfatter, hvilket han realiserede i 1983. De tidlige værker af Yu Hua hører til avantgarde stilarten. Omkring 1993 gik Yu Hua over til at skrive realisme.
Det værk som mange især kender Yu Hua for er At Leve, da dette er blevet filmatiseret af Zhang Yimou (张艺谋) i 1994. Yu Hua var overrasket over at Zhang Yimou betalte for rettighederne allerede da han begyndte filmproduktionen, da dette eftersigende ikke er almindeligt i Kina. Filmen fik flere priser og var nomineret til endnu flere. Romanen Brødre, der er udgivet i to bind, har allerede solgt over en million eksemplarer i Kina. Dette er meget i Kina, da piratkopiering af bøger er meget udbredt. Brødre bind 1 udkom omkring 10 år efter at Yu Hua sidst havde udgivet en roman. Hele romanen er oversat til engelsk. Flere af hans romaner er i dag også oversat til dansk af Sidsel Laugesen.
Yu Hua har modtaget flere priser som forfatter. I 1998 modtog han Grinzane Cavour Award i Italien for sit værk At Leve. I 2002 fik han James Joyce Foundation Award og i 2004 modtog han den franske Æreslegions orden i litteratur.
Flere af hans værker skiller sig ud fra kinesiske forfattere ved at være humoristiske og let forståelige. Yu Hua bruger også tit kropsvæsker i sine beskrivelser af folk og også de lyde folk laver i de forskellige situationer, som for eksempel når man er på toilet og har forstoppelse.

## Værker
Romaner
- At Leve (活着, Huózhe)
- Beretningen om blodsælgeren Xu Sanguan (许三观卖血记, Xǔ Sānguān Mài Xuè Jì)
- Skrig i Støvregnen (在细雨中呼喊, Zài xìyǔ zhōng Hūhan)
- Brødre (兄弟, Xiōngdì)
- Den syvende dag (第七天, dì qī tiān), i nogle net versioner angivet som (第七日, dì qī rì)